# Reguengos de Monsaraz (freguesia)
Reguengos de Monsaraz es una freguesia portuguesa del concelho de Reguengos de Monsaraz, con 101,68 km² de superficie y 7.070 habitantes (2001). Su densidad de población es de 69,6 hab/km².